# Luis Sainz y Ocejo
Luis Sainz y Ocejo fue un pintor español de la segunda mitad del siglo XIX.

## Biografía
Sainz, según Ossorio y Bernard natural de Madrid, habría sido discípulo de Cala y Moya. Se conocían de su mano los siguientes trabajos: Un vendedor, que presentó en la Exposición de Madrid de 1876; Recuerdo de Tánger, presentado en la Exposición del Círculo de Bellas Artes el año 1880; La Ramilletera, pintada en el mismo año para el café de la Iberia; Una chula (acuarela), en la Exposición de acuarelas de Hernández en 1883, y numerosos paisajes y trabajos decorativos. En el año 1881 fue premiado un dibujo suyo en concurso público de la revista La Ilustración Española y Americana. Más adelante fue autor del pintado para el comercio del señor Rivas en la calle del Príncipe (1883).